# بشری اسد
بشری اسد (عربی: بشری الاسد؛ ۲۴ اکتبر ۱۹۶۰) داروساز اهل سوریه و عضوی از خانواده اسد است.